# Eupithecia brauneata
Eupithecia brauneata là một loài bướm đêm trong họ Geometridae.